# Zona arqueológica de La Ferrería
La Ferrería es una zona arqueológica ubicada a 7 kilómetros al sur del centro de la ciudad de Durango, en el estado de Durango, México, en el cerro de La Ferrería, a la orilla del Río Tunal.
En el lugar principalmente se encuentra flora de mezquite y sábila, en cuanto a la fauna existen liebres, conejos, zorros, coyotes, ardillas y lagartijas.
Los primeros habitantes de esta región fueron los nahuas, nómadas procedentes del norte del continente, hace dos mil años. Durante el período postclásico la ciudad fue ocupada por naturales zacatecos y sus contemporáneos tepehuanos, desde el sureste del valle del Guadiana, hasta Nombre de Dios.
En La Ferrería habitó un grupo que subsistía básicamente de la agricultura de maíz, frijol y calabaza, y que practicaba la caza y la recolección para completar su dieta; por su cercanía al cauce del río Tunal, se supone que debió ser común la cacería de aves acuáticas y la pesca. Se ha detectado que el sitio estuvo ocupado en diferentes ocasiones entre los años 875 y el 1450 de nuestra era.
El sitio incluye hallazgos arqueológicos como: espacios rituales circulares, huesos de aves y anillos de piedra que emparientan a la cultura de la Ferrería con la tradición e las culturas del suroeste norteamericano y en especial con Paquimé, lo que podría significar hipotéticamente que el sitio de la fusión entre las culturas mesoamericana septentrional tardía y la del suroeste norteamericano.

## Antecedentes

Zona de influencia Hohokam - Mogollón – Anasazi

Durango, junto con los Estados de Chihuahua, Sonora y Sinaloa, formó la unidad histórica y geográfica del norte de México, al menos durante el último milenio. Ésta amplia zona representa un corredor natural que la Sierra Madre Occidental ofreció a las civilizaciones Toltecas y Nahuatlacas, quienes aprovecharon las conformaciones accidentales del terreno para sobrevivir en el desierto. Los nuevos grupos que se formaron fue la única seguridad de los grupos en el norte de México y el Valle de Anáhuac, eventualmente se convirtió en hogar para esas civilizaciones que empezaron a formar pequeñas comunidades, unidas por el idioma y la región.
Los Huicholes, también conocidos como Wixarikas (pronunciación Vuirraricas), los Cora, y los Tarahumaras (Rarámuri) y los Tepehuanes perfectamente incorporaron a diferentes naciones, cada una con evidentes propósitos sedentarios y una fuerte estructura familiar, dejando de lado la actitud belicosa de los chichimecas del gran Anáhuac de entonces. Las excepciones fueron el Acaxees, Humas y los Xiximes que estaban constantemente en guerra, pero siempre, con la mirada puesta en asentamientos finales en la región de las Quebradas.
En la orilla oriental del estado se encuentra una zona longitudinal, que se extiende desde el estado de Zacatecas hasta la Comarca Lagunera, una zona entre las entidades de Durango y Coahuila. Los nativos de «La Laguna» viajaron indistintamente en esta área, se caracterizaron por su actitud rebelde, inestabilidad, costumbres religiosas y por ser de cazadores y recolectores. Estos nativos de los cuales se sabe poco, fueron los primeros habitantes de la región mucho antes de que fueran exterminados por los invasores españoles. Actualmente sólo quedan unos pocos nativos de las etnias originales de Tepehuanos, Huicholes, Coras y Tarahumaras.
Existe un planteamiento que presupone que culturas mesoamericanas, habrían emigrado hacia el norte. Por lo que Oasisamérica  sería una derivación de sus vecinos sureños. En ese sentido, el desarrollo de las culturas oasis americanas, como el de las del norte de Mesoamérica, habrían estado relacionadas con grupos que originalmente habitaban en el Occidente de México. La evidencia arqueológica apunta a que grupos de filiación yuto-nahua habrían llevado la agricultura a la región oasis americana. Aunque las técnicas agrícolas hubiesen sido importadas del sur, los pueblos oasis americanos construyeron una civilización con características particulares, que mantuvo relaciones con los agricultores de Mesoamérica.
No se debe olvidar que Durango es parte de la frontera sur de la zona de influencia de la cultura Mogollón – Anasazi

### Investigación del Sitio
La exploración española comenzó en 1531 con la expedición de Nuño Beltrán de Guzmán. En las siguientes décadas, especialmente bajo el mando de Francisco de Ibarra, se fundaron asentamientos más adentro del territorio y aún más al norte de la ciudad de Zacatecas, cuando fueron descubiertos yacimientos de plata. Ibarra nombró esa nueva área como Nueva Vizcaya en honor de su tierra natal Vizcaya (uno de los territorios históricos del País Vasco). La Nueva Vizcaya incluyó los modernos estados mexicanos de Chihuahua y Durango, así como ciertas áreas del oriente de Sonora y Sinaloa, y el suroeste de Coahuila. La región cayó bajo la jurisdicción judicial de la Real Audiencia de Guadalajara, así como su administración.
La primera noticia científica sobre este sitio fue en 1948, la cual fue importante, por el antropólogo norteamericano Alden Masón; cuatro años después Charles Kelley, con un grupo de estudiantes de Universidad de Chicago, inició los primeros trabajos de investigación, a raíz de los cuales extrajo múltiples piezas arqueológicas y preparó tres ensayos.
No se conoce el destino final de los materiales arqueológicos, sin embargo estos fueron utilizados por Kelley para establecer los periodos de ocupación y la tipificación del sitio. Él estableció una ocupación propuesta entre los años 800 a 1450 d. C., y su posible filiación a la cultura Chalchihuites, rama Guadiana.
Después de las investigaciones de Kelley, el sitio fue abandonado por las autoridades durante 40 años, con las consecuentes destrucción y saqueo por traficantes profesionales de piezas arqueológicas.
A partir de 1993 ha habido investigaciones esporádicas.

## El Sitio
En el sitio se encuentran vestigios de ocupación de al menos dos grupos humanos en el pasado, unos nómadas que habitaron en el sitio inicialmente y un segundo grupo, sedentario, el cual construyó las estructuras en el cerro y que son las de mayor tamaño.
La ocupación del sitio está relacionada con la cultura que tuvo como sitio más importante Chalchihuites, en Zacatecas, formaba parte de una extensión llamada Guadiana, que alcanza hasta El Zape, en el norte del estado.
El grupo cultural que habitó La Ferrería subsistía básicamente de la agricultura de maíz, frijol y calabaza, y que practicaba la caza y la recolección para completar su dieta; por su cercanía al cauce del río Tunal, se supone que debió ser común la cacería de aves acuáticas y la pesca.

### Estructuras
Existen importantes conjuntos arqueológicos, entre los que destacan: espacios rituales circulares, estructura piramidal oriente, juego de pelota, columnas y patios hundidos.

#### Casa de las estructuras escalonadas
Es un pequeño conjunto con un patio hundido, detalle característico de construcción prehispánica en la región; hay plataformas en tres de los lados del patio, hechas de piedra y arcilla, probablemente como cimentación de estructuras antiguas. En esta zona se realizaron actividades de molienda.

#### Casa de los dirigentes
Se piensa que la estructura tuvo un uso habitacional, tiene un patio hundido tallado en grandes rocas. Existen restos de construcciones perimetrales así como desagües originales.
Igual que entras estructuras, tiene plataformas alrededor, probablemente cimentación de casas hechas con columnas de troncos y techos de hierba. Estas construcciones son adyacentes a la Sala de las columnas y a la pequeña casa.

#### Sala de las columnas
Son restos de una pequeña plataforma hecha de piedra con grandes columnas cilíndricas, probablemente un lugar de reuniones, posiblemente de carácter ritual.

#### Casa colonial
Al lado de la Sala de las columnas, están los cimientos de una pequeña casa rústica, posiblemente de la época colonial; es una casa habitación sencilla, en la que se trabajó en la fundición de metales.

#### Casa con piso de piedra
Se encuentra en la parte superior, es necesario subir al cerro por un camino original. Hay dos morteros fijos, probablemente son de una ocupación de grupos nómadas, posiblemente reutilizados por los grupos agricultores.
En la casa, a medio talud hay un pequeño patio hundido, uno de sus lados fue tallado en roca madre para conformar un piso y dos paredes. En una esquina se puede hay un mortero fijo.

#### Casa de los sacerdotes
En esta construcción existen los límites de algunas habitaciones, una cisterna y varios canales de drenaje de un basamento piramidal, probablemente soporte de un templo, esta estructura es austera; contaba con escaleras y rampas, así como con un pequeño patio hundido en la parte alta.

#### Juego de Pelota
Es una de las construcciones más deterioradas del sitio, son dos muros paralelos de piedra, de una construcción que parece ser una cancha de juego ritual de pelota. Hay dos banquetas adentro, y una plataforma, probablemente de grandes dimensiones.

### Petroglifos
Existen dos piedras grandes con grabados: 
Una muestra una pequeña imagen, que representa a un sacerdote con los brazos en alto y que porta un tocado ceremonial con una cornamenta. La roca fue parcialmente pulida y es el punto central de una pequeña área dedicada al culto, tal vez considerada lugar de deidades protectoras.
La segunda se localiza al pie del cerro, está muy deteriorada, se puede identificar una escena de cacería en la que aparece un hombre con un arco, asociado a dos mamíferos.

### Otros Objetos
En el sitio se han encontrado objetos como: pedazos de cerámica, algunas piezas completas de lítica como puntas de flecha, hachas y morteros.

## Museo de Sitio
El Museo abrió sus puertas en el año 2000, también cuenta con una reestructuración que se dio ente el año 2006 y 2007. Tiene dos salas de exhibición, una con material de las excavaciones realizadas dentro de la zona arqueológica de la Ferrería y también con piezas de excavaciones realizadas en otros lugares dentro del estado (trabajos de investigación y de rescate), y la otra muestra la cultura Chalchihuites (la vida ritual y la vida cotidiana, relaciones con otros pueblos y los trabajos arqueológicos en la zona, transformaciones de los paisajes hechos por los antiguos habitantes.)
Existe dentro del museo decoraciones abstractas con cerámica y lítica, tipo catalán banda roja, algunos cajetes tipo morcillo. Grandes ollas que servían para sepultar gente y navajas de obsidiana.